# Волоба
Воло́ба или Во́лоба (бел. Вало́ба, Во́лаба; в русскоязычных источниках — также Волобо) — озеро в Россонском районе Витебской области Белоруссии. Относится к бассейну реки Дрисса.

## Описание
Озеро Волоба находится в 34 км к востоку от городского посёлка Россоны, в окружении небольших озёр бассейна Дриссы, соединённых протоками друг с другом. Возле западной оконечности озера расположена деревня Озёрная.
Площадь поверхности водоёма по современным данным составляет 3,32 км² (по данным 1994 года — 3,39 км²). Длина — 4,62 км, наибольшая ширина — 1,4 км. Длина береговой линии — 17,08 км. Наибольшая глубина — 9,9 м, средняя — 5,2 м. Объём воды — 17,2 млн м³. Площадь водосбора — 56,5 км².
Котловина сложной формы. Высота склонов 9—15 м, на юге и юго-западе — 5—7 м. Склоны покрытые лесом, на западе распаханные. Берега песчаные, на востоке сливающиеся со склонами. Дно вдоль берега до глубины 3—4 м (на западе 5—7 м) песчаное.
Озеро Волоба соединяется протокой с озером Синьша. Впадают река Студеница и ручей из озера Оптино.
Водоём зарастает вдоль берегов. Ширина полосы растительности — до 30 м.